# Ismenias
Ismenias was in het oude Griekenland een democratisch gezinde staatsman uit Thebe. 
Hij verwierf bekendheid in de 4e eeuw v.Chr., meer bepaald in de jaren na de Peloponnesische Oorlog, met zijn uitgesproken anti-Spartaanse gezindheid, die onder meer bleek toen hij in Thebe asiel verleende aan politieke ballingen uit Athene, op de vlucht voor het schrikbewind van de Dertig.